# Receptor biogenních aminů
Receptor biogenních aminů je velká skupina neuroreceptorů, které jsou citlivé na neurotransmitery z biogenních aminů a zpravidla patří do G protein-coupled receptorů (GPCR) skupiny transmembránových receptorů, GPCR "Rodina A"  (Rhodopsin-like receptory). Výjimkou z pravidla je serotonin 5-HT3 receptor, což je ligand-gated ion channel. Biogenní amin receptory obsahují monoaminové receptory.